# Jillian Mele
Jillian Mele (17 settembre 1982) è una giornalista statunitense co-conduttrice di Fox & Friends First.

## Biografia
Jillian è nata il 17 settembre 1982 ed è cresciuta a Glenside, in Pennsylvania. Ha lavorato come commessa in un negozio di alimentari al liceo. Nel 2005 si è laureata in arte e comunicazione presso la Salle University di Filadelfia. Nel 2007, è entrata a far parte della NBC 10 a Filadelfia, in Pennsylvania, dove ha vinto un premio Emmy per un suo lavoro in uno spettacolo sulle Olimpiadi . Nel 2014 ha iniziato a lavorare per la NBC sports di Filadelfia, dove ha ospitato un talk show sportivo mattutino chiamato Breakfast on Broad. Nel marzo 2017 è entrata a far parte di Fox News dove è co-conduttrice di Fox and Friends First con Rob Schmitt e legge le notizie durante Fox & Friends. È tifosa dei Philadelphia Eagles e gioca a golf.